# Richard Clerck
Richard Clerk (före adlandet Clerck), född 12 december 1604 i Happington, Skottland, död 6 april 1668, var en svensk amiral.
Clerck var antagligen son till holmamiralen Johan Clerck (död 1644). Han blev skeppskapten vid svenska amiralitetet 1628, holmkapten 1630 och holmmajor 1638. Hans första självständiga expedition var ledningen för en fraktexpedition till Amsterdam med fyra skepp samt bojorten Svarta Hund, samtliga lastede med handelsvaror från stockholmsborgare. I Kalmar byttes Svarta Hund ut mot skeppet Tigern sedan den förlorat sin stormast. Under Torstensons krig var Clerk major i tredje eskadern av Klas Flemings flotta 1644 och i Erik Rynings flotta 1645 och deltog bland annat i sjöslaget vid Kolberger Heide. Clerck adlades 1648 och bevistade riksdagagarna 1649, 1650, 1652, 1654, 1655 och 1664 som prepresenant för sin släkt. År 1652 var han förordnad att verkställa generalmönstring i Västergötland och överförde 1654 den engelske ambassadören Bulstrode Whitelocke till Lybeck med skeppet Amarant. 1654 blev han amirallöjtnant och 1655 holmamiral. Under Karl X Gustavs första danska krig blev han viceamiral i Claës Bielkenstjernas flotta och övertog efter Bielkenstiernas avsegling på hösten under året befälet över den i Wismar kvarlämnade flottan. Den låg där overksam hela november, erhöll 4 december order att återvända till Stockholm och kom 21 december till Dalarö. Här överraskades den av vintern och blev liggande till följande vår, då flottan kunde återvända till Stockholm. Clerk skötte som holmamiral de löpande ärendena vid Stockholms flottstation i Bielkenstiernas frånvaro.
Gift 1) 13 januari 1633 med Lunette Macklier, född 21 augusti 1616, död 13 juli 1634, dotter till handelsmannen Jakob Macklier i Stockholm; 2) 17 maj 1640 i Stockholm med Maria Welshussen; (?) 3) med Brita Lindorm, dotter till vice amiralen Hans Hansson.